# 2003 SM84
2003 SM 84 je subkilometrový asteroid klasifikovaný jako blízkozemní objekt skupiny Amor obíhající mezi Zemí a Marsem . Poprvé byl pozorován výzkumem Lincoln Near-Earth Asteroid Research (LINEAR) v Lincoln Laboratory ETS dne 20. září 2003.
2003 SM 84 byla zvažována Evropskou kosmickou agenturou jako kandidátský cíl pro misi Don Quijote ke studiu účinků dopadu kosmické lodi na asteroid.

## Orbita a klasifikace
2003 SM 84 je asteroid Amor – podskupina blízkozemních asteroidů, které se přibližují k oběžné dráze Země z dálky, ale nekříží ji. Obíhá kolem Slunce ve vzdálenosti 1,0–1,2  AU jednou za 14 měsíců (436 dní; hlavní poloosa 1,13 AU). Jeho oběžná dráha má excentricitu 0,08 a sklon 3 ° vzhledem k ekliptice .
Pozorovací oblouk tělesa začíná jeho prvním pozorováním LINEAR v roce 2003.

## Číslování a pojmenování
Od roku 2020 nebyla tato planetka ani očíslována, ani pojmenována .

## Fyzikální vlastnosti
Spektrální typ objektu zůstává neznámý.

### Průměr a albedo
Při přepočtu velikosti na průměr měří 2003 SM 84 86 a 160 metrů v průměru, na základě absolutní velikosti 22,7 a předpokládaného albeda 0,20 ( S-typ ) a 0,057 ( C-typ ), v tomto pořadí.